# 警視庁 ナシゴレン課
『警視庁 ナシゴレン課』（けいしちょう ナシゴレンか）は、2016年10月18日から12月20日まで毎週火曜日0時15分 - 0時45分（月曜日深夜）にテレビ朝日系で放送された日本のテレビドラマ。

## 概要
2015年10月から2016年3月まで放送されたドラマ『AKBホラーナイト アドレナリンの夜』内で行われていた「主演女優オーディション」で第1位となったAKB48の島崎遥香主演作品である。古田新太、勝村政信などの実力派が部下役として脇を固めているワンシチュエーションコメディ。
AKB48グループ総合プロデューサーの秋元康が企画・原作や劇中歌の「ナシゴレン道玄坂」の作詞を手掛けており、同曲は配信限定シングルとして2016年12月14日にリリースされた。
ドラマ本編の放送終了直後より、スピンオフドラマ「警視庁 ナシゴレン課 番外編『恋のアルマジロ』」がauビデオパスで毎週1話ずつ配信され、同スピンオフの第1話から第4話までは2016年11月30日から12月20日23時59分までの期間限定でauビデオパス、テレ朝動画、YouTubeテレ朝チャンネルにおいて無料配信された。

## 登場人物
風早 恭子（かざはや きょうこ）
演 - 島崎遥香
警視庁ナシゴレン課・課長（警視）。通称「デカ長」、25歳。捜査は全て部屋でできると考えており、部屋を出て捜査にあたることはほぼなく、その卓越した洞察力、推理力により数々の難事件を解決していく。
石鍋 幹太（いしなべ かんた）
演 - 古田新太
警視庁ナシゴレン課・巡査部長。交番勤務25年を経て48歳で刑事になった新人刑事。往年の刑事ドラマに憧れ、テンガロンハットをかぶっている。ニックネームは「細目」。
伊吹 暁彦（いぶき あきひこ）
演 - 勝村政信
警視庁ナシゴレン課・課長補佐（警部）。
高見 拳次郎（たかみ けんじろう）
演 - 波岡一喜
警視庁ナシゴレン課・警部補。マサチューセッツ工科大学 (MIT) 出身の元科学捜査班。
鳥海 琴美（とりかい ことみ）
演 - 猫背椿
警視庁ナシゴレン課・警部補。
小野田 哲（おのだ てつ）
演 - 越村公一
警視庁ナシゴレン課・パートタイム刑事（元・警部）。
浅羽 ショウ（あさば ショウ）
演 - 中山麻聖
警視庁ナシゴレン課・巡査部長。

### ゲスト
第1話
森野晶
演 - 金谷マサヨシ
被害者の妻マサコ
演 - 村岡希美
被害者の愛人イノマタマリコ
演 - 小澤真利奈
リポーター
演 - 松井佳子
ワイドスクランブル司会
演 - 橋本大二郎、大下容子
第2話
磯貝俊太郎
演 - 伊藤明賢
八田早苗
演 - 松村千絵
宗川富雄
演 - 水谷あつし
工藤ふみえ
演 - 堤千穂
そば屋の出前の男
演 - 小林優斗
倉敷健一
演 - 矢野奨吾
リポーター
演 - 松井佳子
ワイドスクランブル司会
演 - 橋本大二郎、大下容子
カバンの中の男
演 - エスパー伊東
第3話
桐村美沙子
演 - 上地春奈
新島
演 - 加藤雅人
リポーター
演 - 松井佳子
第5話
サーカス団の団長・飯星
演 - 上島竜兵
カルロス力也
演 - 坂今日一
リポーター
演 - 松井佳子
第6話
爆発物処理班・ヨシオカ
演 - 森田甘路
リポーター
演 - 松井佳子
第7話
捜査一課の刑事・タイコモチ
演 - 池田鉄洋
三人日（しのまえはる）
演 - 川上ジュリア
里中
演 - 福岡理恵子
リポーター
演 - 松井佳子
ワイドスクランブル司会
演 - 橋本大二郎、大下容子
第8話
IT企業社長・葛原
演 - 阿部翔平
リポーター
演 - 松井佳子
襟巻巡査
演 - 福澤重文
2時間サスペンスドラマ内の犯人
演 - 佐野憲彦
宮前吉五郎
演 - かねきよ勝則（新宿カウボーイ）
第10話
生天目院長
演 - 渡辺裕之
蓮井龍二
演 - 吉田ウーロン太
能見芳枝
演 - 新川史子
リポーター
演 - 松井佳子

### その他
第9話
村田幸子
演 - 島崎遥香（二役）
神取聡
演 - 古田新太（二役）

## スタッフ
- 企画・原作 - 秋元康
- 脚本 - 徳尾浩司 ほか
- 監督 - 古厩智之、佐藤太、二宮崇 ほか
- プロデューサー - 杉山登、松瀬俊一郎、出口智浩（以上テレビ朝日）、中沢晋（オフィスクレッシェンド）
- 制作プロダクション - オフィスクレッシェンド
- 制作 - テレビ朝日

## 放送日程
| 各話   | 放送日   | サブタイトル                     | 演出     | 脚本     |
| ------ | -------- | -------------------------------- | -------- | -------- |
| 第1話  | 10月18日 | ワカメ風呂殺人事件               | 古厩智之 | 徳尾浩司 |
| 第2話  | 10月25日 | タワマンでバラバラ殺人           | 古厩智之 | 徳尾浩司 |
| 第3話  | 11月01日 | 長い長いダイイングメッセージ     | 二宮崇   | 池亀三太 |
| 第4話  | 11月08日 | オレオレ詐欺完全攻略マニュアル   | 二宮崇   | 川邊優子 |
| 第5話  | 11月15日 | 犯人はトラかゾウか！？           | 二宮崇   | 川邊優子 |
| 第6話  | 11月22日 | マジで爆発！？5秒前              | 佐藤太   | 徳尾浩司 |
| 第7話  | 11月29日 | 明智少年の事件簿                 | 古厩智之 | 池亀三太 |
| 第8話  | 12月06日 | ナシゴレン鉄道殺人事件           | 佐藤太   | 徳尾浩司 |
| 第9話  | 12月13日 | 伊吹一日デカ長、犯人はデカ長！？ | 丸毛典子 | 川邊優子 |
| 第10話 | 12月20日 | 細目ナシゴレンに死す！           | 二宮崇   | 徳尾浩司 |

## ネット局
| 放送対象地域 | 放送局         | 系列           | 放送期間                  | 放送日時                     | 備考       |
| ------------ | -------------- | -------------- | ------------------------- | ---------------------------- | ---------- |
| 関東広域圏   | テレビ朝日     | テレビ朝日系列 | 2016年10月18日 - 12月20日 | 火曜 0:15 - 0:45（月曜深夜） | 制作局     |
| 岩手県       | 岩手朝日テレビ | テレビ朝日系列 | 2016年10月18日 - 12月20日 | 火曜 0:15 - 0:45（月曜深夜） | 同時ネット |
| 秋田県       | 秋田朝日放送   | テレビ朝日系列 | 2016年10月18日 - 12月20日 | 火曜 0:15 - 0:45（月曜深夜） | 同時ネット |
| 山形県       | 山形テレビ     | テレビ朝日系列 | 2016年10月18日 - 12月20日 | 火曜 0:15 - 0:45（月曜深夜） | 同時ネット |
| 福島県       | 福島放送       | テレビ朝日系列 | 2016年10月18日 - 12月20日 | 火曜 0:15 - 0:45（月曜深夜） | 同時ネット |
| 長野県       | 長野朝日放送   | テレビ朝日系列 | 2016年10月18日 - 12月20日 | 火曜 0:15 - 0:45（月曜深夜） | 同時ネット |
| 山口県       | 山口朝日放送   | テレビ朝日系列 | 2016年10月18日 - 12月20日 | 火曜 0:15 - 0:45（月曜深夜） | 同時ネット |
| 沖縄県       | 琉球朝日放送   | テレビ朝日系列 | 2016年10月18日 - 12月20日 | 火曜 0:15 - 0:45（月曜深夜） | 同時ネット |

### 配信
| 配信時期                      | 配信サービス             | 対象地域 | 備考           |
| ----------------------------- | ------------------------ | -------- | -------------- |
| 放送終了後                    | TELASA（旧・ビデオパス） | 日本     |                |
| 放送終了後                    | テレ朝動画               | 日本     |                |
| 2020年4月22日全話一括配信開始 | U-NEXT                   | 日本     | 本編ドラマのみ |

ウェブ限定のスピンオフドラマはTELASA （旧・ビデオパス）限定で配信されている

## スピンオフドラマ『恋のアルマジロ』
| 各話   | 配信日   | サブタイトル                   | 演出     | 脚本     | 備考 |
| ------ | -------- | ------------------------------ | -------- | -------- | ---- |
| 第1話  | 10月18日 | 誘惑のテンガロンハット         | 二宮崇   | 徳尾浩司 |      |
| 第2話  | 10月25日 | 誘惑の赤いリンゴ               | 二宮崇   | 徳尾浩司 |      |
| 第3話  | 11月01日 | 誘惑のシルエット               | 二宮崇   | 徳尾浩司 |      |
| 第4話  | 11月08日 | 誘惑のショートメール           | 二宮崇   | 徳尾浩司 |      |
| 第5話  | 11月15日 | 刑事（デカ）の恋バナ           | 丸毛典子 | 徳尾浩司 |      |
| 第6話  | 11月22日 | 失恋ナシゴレン                 | 丸毛典子 | 徳尾浩司 |      |
| 第7話  | 11月29日 | デカ長の紅い唇                 | 丸毛典子 | 徳尾浩司 |      |
| 第8話  | 12月06日 | 石鍋幹太に誰がキスをしたか！？ | 丸毛典子 | 徳尾浩司 |      |
| 第9話  | 12月13日 | 下心道玄坂                     | 二宮崇   | 徳尾浩司 |      |
| 第10話 | 12月20日 | 細目プロポーズ大作戦           | 二宮崇   | 徳尾浩司 |      |